# 1643

## Събития
- Доминиканският монах Луиджи Мария Франческо Арконати събира в трактата „Зa движeниeтo и ĸoличecтвoтo нa вoдaтa“ записки на Леонардо да Винчи, които наследява от баща си Джyзeпe Mapия Apĸoнaти.
- 14 май – Луи XIV става крал на Франция след смъртта на баща си Луи XIII.
- Групата острови Тонгатапу са открити от холандския мореплавател Абел Тасман.

## Родени
- Марк Антоан Шарпантие, френски композитор
- Исак Нютон, английски физик, математик и философ

## Починали
- 1 март – Джироламо Фрескобалди, италиански композитор и органист
- 29 ноември – Клаудио Монтеверди, италиански композитор